# Жінка (журнал)
«Жі́нка» — громадсько-політичний ілюстрований журнал. Засновники видання — редакція, видавництво «Преса України». Виходить українською мовою.

## Історія
Журнал був заснований у листопаді 1920 у Харкові як громадсько-політичний і літературний-художній часопис під назвою «Комунарка України», 1924 на основі селянського відділу створений окремий журнал «Селянка України», 1931–41 — «Колгоспниця України». З 1946 року виходить у Києві під назвою «Радянська жінка», був органом Української республіканської ради професійних спілок і Спілки письменників України.
З 1991 року — під назвою «Жінка».
У радянський час, окрім статей про участь і досягнення радянських жінок у господарському, політичному, науковому і культурному житті, містив поради щодо виховання дітей, охорони здоров'я, домашнього побуту, моди тощо. Журнал «боровся» за мир і демократію у світі. У журналі працювали визначні радянські письменниці. Наклад у 1973 році становив 1,7 млн примірників.

## Сучасність
Журнал порушує питання соціального і правового захисту жінок, гендерної рівності у суспільстві, висвітлює діяльність міжнародного жіночого руху, вміщує практичні поради щодо ведення домашнього господарства, з народної медицини, кулінарії, косметики, рукоділля (зокрема майстер-класи з макраме, вишивання, лозоплетіння). Значну увагу приділяє публікаціям на теми моралі, виховання дітей, громадської активності жінок, поваги до матері, відповідальності батьків перед дітьми й родиною, проблемі соціального сирітства. Пропагує відродження народних традицій виховання; друкує матеріали про незаслужено забутих діячів національної культури, науки, мистецтва.
У кожному числі розміщується безкоштовний додаток «Краса і затишок» (викройки, поради), узори для вишивання, схеми для плетіння.
Розповсюджується в Україні, осередках української діаспори в РФ, Молдові, Білорусі, Польщі, Словаччині, Чехії, Румунії, США, Канаді, Швеції, Німеччині.

## Рубрики
З 1991 року постійними рубриками журналу є: «Світло вічних істин», «Гість номера», «Жінка і ринок», «Кожне містечко — столиця, кожна людина — король», «На життєвих стежках», «Ситуація», «Юридична консультація», «Смачного», «Сторінка для дітей», «Відкритий урок для батьків», «Домашній лікар», «Будьте здорові — будьте щасливі», «Контакт», «Дивосвіт», «Садок врожайний біля хати», «Неповторність вашої садиби».

## Головні редактори
- Мазур Лідія Юріївна (від жовтня 1986)
- Маркелова Тамара Іванівна (від вересня 2022)